# Granet
Granet (fl. XIII secolo) è stato un trovatore francese vissuto nel XIII secolo.

## Biografia
Al servizio di Carlo I d'Angiò quando questi era conte di Provenza, fu rivale di Bertran de Lamanon e Sordello da Goito che criticò aspramente nel sirventese Pos al comte. Con il primo intrattenne anche due tenzoni.
Come Ricas Novas, nella seconda metà del Duecento lasciò la corte di Provenza per trasferirsi presso Barral di Baux. Queste coincidenze biografiche hanno creato un dibattito tra gli studiosi nell'attribuzione di alcuni componimenti, in particolare il Be·m meraveil

## Opere
Canso
- Fis pretz e vera beutatz[2] (canzone erotica)

Sirventes
- Comte Karle, ye·us vuelh far entenden
- Pos al Comte es vengut en corage[3][4] (canzonetta contro Sordello e Bertran de Lamanon)

Tensos
- De vos mi rancur, compaire (con Bertran de Lamanon)
- Pos anc no·us valc amors, senh' en Bertran[5] (con Bertran de Lamanon)